# Hypatopa agnae
Hypatopa agnae  (лат.) — вид мелких молевидных бабочек рода Hypatopa из семейства сумрачные моли (Blastobasidae, Gelechioidea). Эндемик Коста-Рики (Центральная Америка). Длина передних крыльев 4,5 мм. Усики, хоботок и ноги коричневые. Окраска задних крыльев палево-коричневая, передние крылья коричневые с оранжевыми чешуйками. Обладает сходством с видами Hypatopa lucina и Hypatopa scobis, отличаясь от них деталями строения гениталий. Вид был впервые описан в 2013 году американским лепидоптерологом Дэвидом Адамски (David Adamski, Department of Entomology, Национальный музей естественной истории, Смитсоновский институт, Вашингтон). Название происходит от латинского слова agna.